# Haruspex quadripustulatus
Haruspex quadripustulatus är en skalbaggsart som beskrevs av Pierre Émile Gounelle 1909. Haruspex quadripustulatus ingår i släktet Haruspex och familjen långhorningar.
Artens utbredningsområde är:
- Paraguay.
- Uruguay.

Inga underarter finns listade i Catalogue of Life.